# Tetřívek kanadský
Tetřívek kanadský (Canachites canadensis) je středně velký pták z čeledi bažantovití (Phasianidae), který se vyskytuje v Severní Americe – konkrétně na Aljašce, v severských oblastech většiny severních států Spojený států a v Kanadě. Jedná se o jediného zástupce rodu Canachites (tetřívek). Druh je silně spojován s jehličnatými lesy, které mu poskytují hlavní zdroj obživy, kterým jsou jehličí a pupeny.
Kohout je tmavě zabarven s občasným bílým kropením. Jeho opeření je většinou šedě nebo hnědě pruhováno. Nad očima se nachází výrazné rudé poušky. Samice je kropenatá s převažující žluto-hnědou až hnědou, tmavou a bílo barvou. Zobák je krátký, nohy silné a opeřené. K hnízdění dochází koncem jara. Kohouti si vyhradí teritoria o výměře několika hektarů, kde naparují svá peří a předvádí různé pózy, na které lákají slepice. Zatímco slepice se páří pouze s jedním kohoutem, kohouti jsou promiskuitní. Po kopulaci se kohout o samici ani své potomky již nezajímá. Slepice staví jednoduché hnízdo miskovitého tvaru v husté trávě. Snůšku tvoří 4–10 vajec. Inkubační doba trvá 20–23 dní. Vysoce prekociální kuřata odchází z hnízda již 8 h po vyklubání. U matky zůstávají několik měsíců, než se plně osamostatňují.
Tetřívci nejsou vůbec plaší a vůči člověku se chovají velmi důvěřivě, což patrně přispívá k jejich častému a úspěšnému lovu. I když populace v první polovině 20. století ustoupila, dokázala se zotavit a v posledních desetiletích je stabilní. K nejčastějším predátorům patří draví ptáci následováni šelmami.

## Taxonomie
Anglický přírodovědec George Edwards zahrnul ilustraci a popis slepice tetřívka kanadského do druhého vydání své knihy A Natural History of Uncommon Birds (Přírodní historie vzácných ptáků) z roku 1747. Edwards svůj ručně kolorovaný lept tetřívka vytvořil na základě exempláře, který mu do Londýna zaslal jakýsi Mr Light z kanadského Hudsonova zálivu. O něco později se k Edwardsovi dostala další kůže, tentokrát zaslaná kanadským velitelem pevnosti z Walesu Jamesem Ishamem. Tuto kůži Edwards považoval za kohouta téhož druhu a jeho kresbu zahrnul do třetího vydání Přírodní historie vzácných ptáků z roku 1750.
Švédský přírodovědec Carl Linnaeus druh zahrnul do 10. vydání svého díla Systema Naturae z roku 1758. Linnaeus s odkazem na Edwardsovu práci druh stručně popsal, zařadil jej po bok ostatních tetřevů do rodu Tetrao a ptáku přiřadil vědecké jméno Tetrao canadensis. V roce 1885 byl tetřívek přeřazen do samostatného rodu Canachites, se kterým přišel zoolog Leonhard Stejneger. Jméno rodu je složeninou jména Canace, postavy z řecké mytologie, a starořeckého -itēs, což znamená „podobající se“.
Rozeznává se 6 poddruhů tetřívků kanadských:
- C. c. osgoodi Bishop, 1900 – severní Aljaška.
- C. c. atratus Grinnell, 1910 – jižní Aljaška.
- C. c. canadensis (Linnaeus, 1758) – od střední Alberty na Labrador a Nové Skotsko. Tento poddruh byl introdukován na Newfoundland v roce 1964[7] a na ostrov Anticosti v letech 1985–86.[8]
- C. c. canace (Linnaeus, 1766) – jihovýchodní Kanada, severovýchod Spojených států.
- C. c. isleibi (Dickerman & Gustafson, 1996) – jihovýchodní Aljaška.
- C. c. franklinii (Douglas, 1829) – od jihovýchodní Aljašky po severozápadní Wyomingu a Idaho.

C. c. franklinii bývá někdy považován za samostatný druh. Klíčové taxonomické autority jako Mezinárodní ornitologická unie, Americká ornitologická společnost a Clementsova taxonomie nicméně považují C. c. franklinii za poddruh tetřívka kanadského.

Vybraná dobová vyobrazení
François-Nicolas Martinet (18. století)
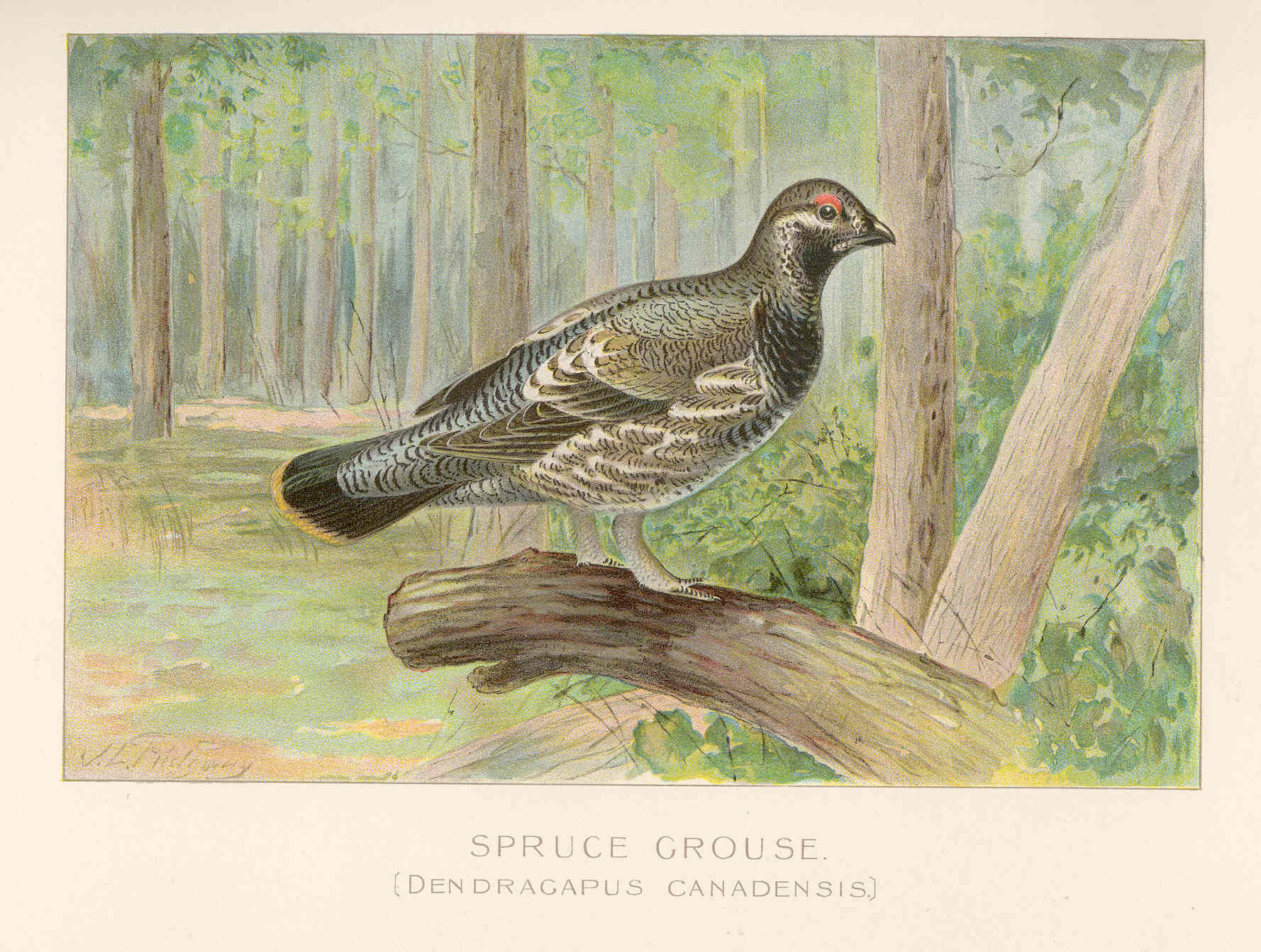
Neznámý autor (1899)
George Edwards (18. století)
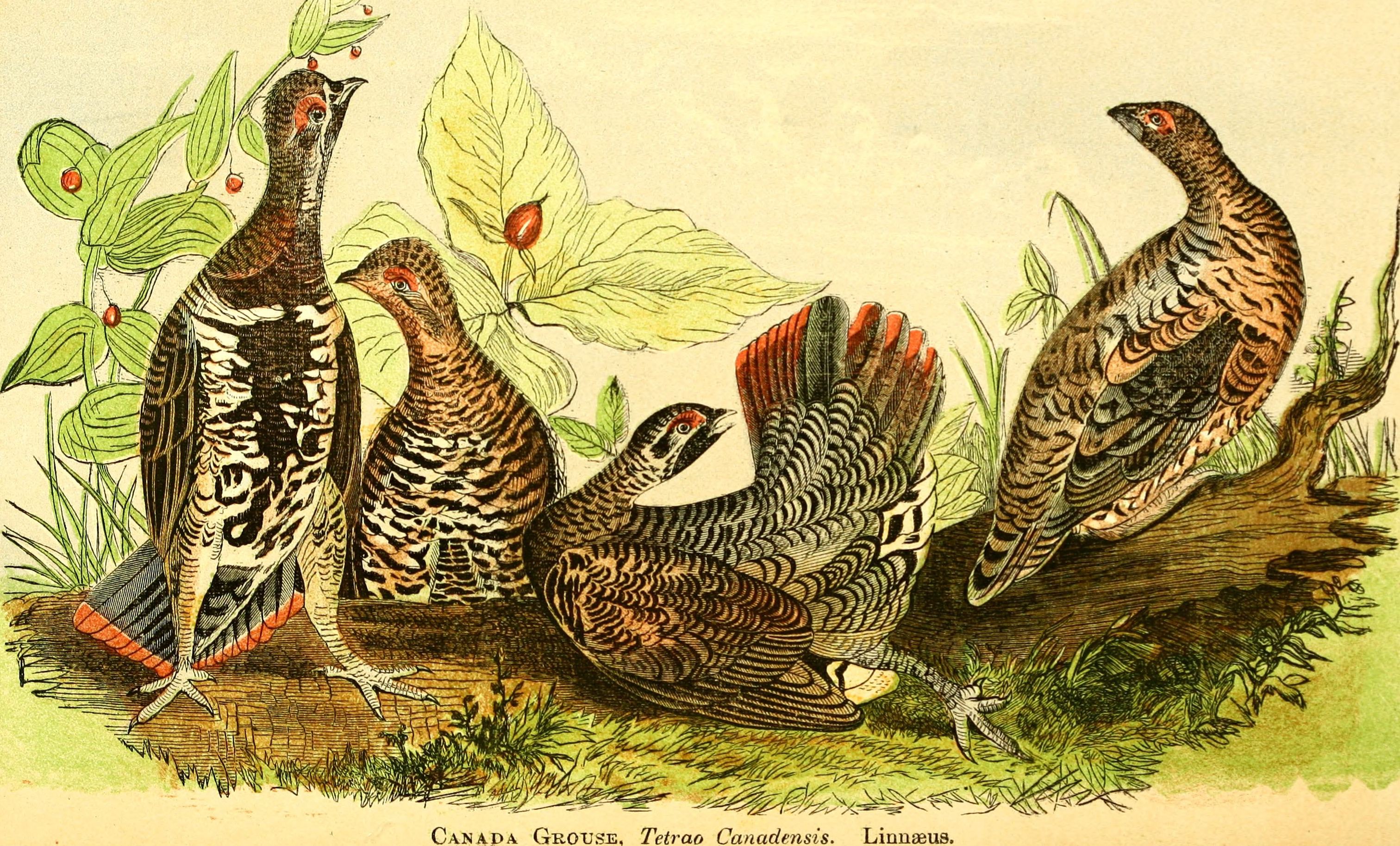
Edward Augustus (1870)
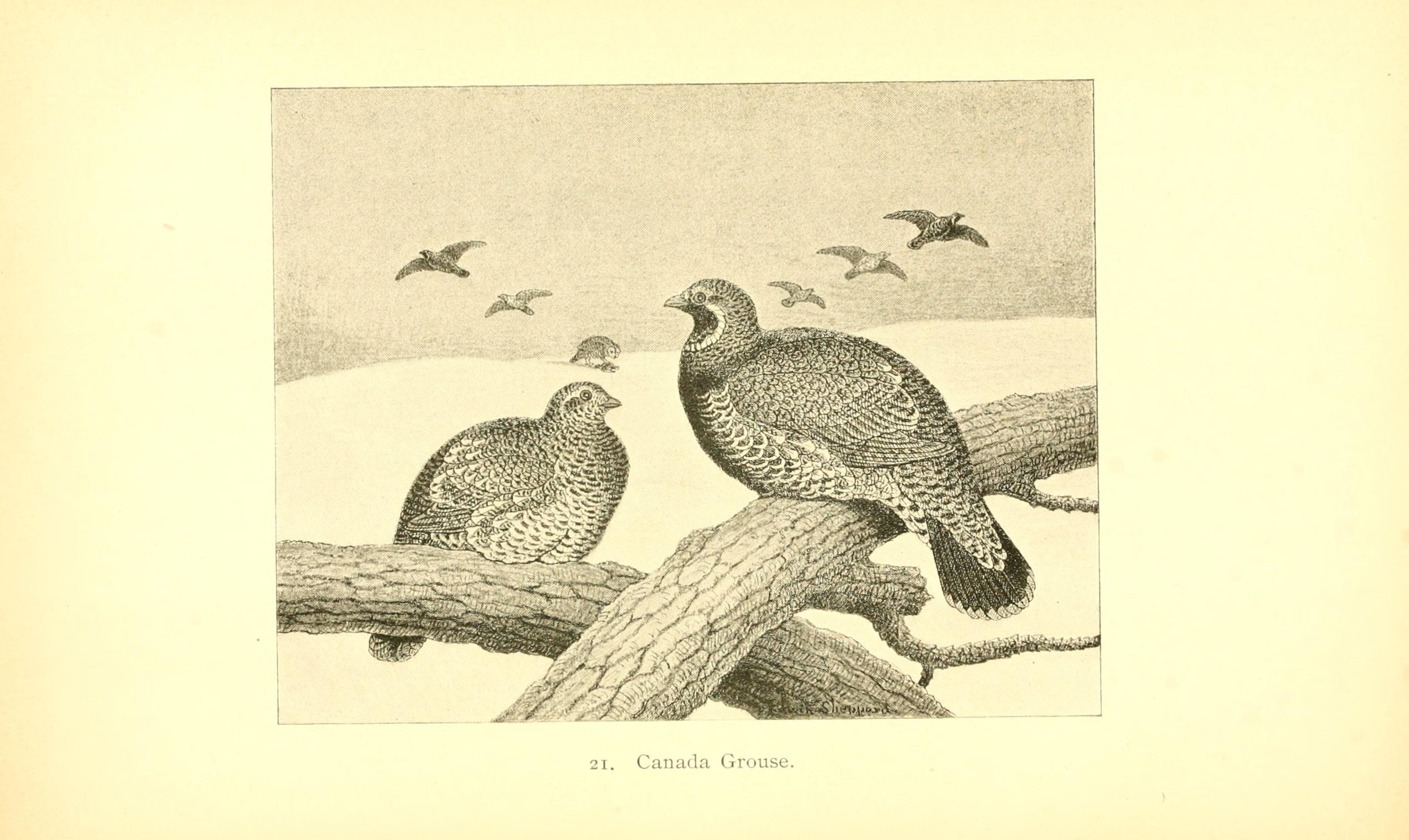
Daniel Giraud Elliot (1897)

## Popis
Jedná se o malý druh tetřeva s baculatým tělem a krátkým ocasem. Nohy jsou silné, šedo-černé a opeřené až ke kořenům prstů. Prostřední prst je nápadně tenký a dlouhý. Ocas tvoří většinou 16 rýdovacích per. Nad očima se nachází červeně zbarvené oční laloky neboli poušky, které jsou výrazné pouze u samců. Černý zobák je jen velmi krátký a silný. Duhovky jsou tmavě hnědé.
Kohoutí opeření na hlavě, krku, šíji a hřbetu je do černa s šedým nádechem. Těsně před a za okem se nachází malé bílé skvrnky. Peří na krku je prodloužené s bílými konečky. Opeření v horní střední části hrudi je černavé, směrem k bokům šedo-hnědě pruhované. Spodní část hrudi a břicho jsou tmavé s výrazným bílým pruhováním. Spodní krovky ocasní jsou černé s jasně bílým zakončením. Svrchní část těla včetně křídel je olivově hnědá s černým příčným pruhováním, které je na kostřeci kaňkováno bílými skvrnami. Svrchní krovky ocasní jsou prodloužené, hnědo-černé se světle šedým zakončením. Letky jsou převážně tmavě hnědé. Ocas je hnědo-černý. Většina rýdovacích per má rezavé zakončení; pouze prostřední pera se liší a nejenže nemají rezavé zakončení, ale konečky jsou výrazně užší než u zbytku rýdovacích per. Juvenilní kohouti mají podobné vzory jako dospělci, avšak s méně výraznými barvami.
Slepice se vyskytují ve dvou barevných formách, a sice šedé a červené; tyto barvy určují stupeň teploty barevných tónů šatu. Většina těla je jemně kropenatá žluto-hnědou, bílou, hnědou a černou. Na krku a na břichu je žlutohnědá jen málo výrazná. Zatímco záda jsou převážně kropenatá, hruď a břicho mají výrazné příčné pruhování. Juvenilní slepice připomínají červenou formu dospělých slepic, avšak mají žlutohnědé či bělavé skvrny na konci letek a kropení některých částí těla spíše vypadá jako pruhování.
Délka těla kohoutů dosahuje 16–19 cm, ocas je dlouhý 11–15 cm. Slepičí těla dosahují takřka stejných délek jako těla samců, v průměru jsou o 2 mm kratší. Slepičí ocas bývá dlouhý 9–12 cm. Kohouti váží 550–650 g, slepice 450–550 g.

## Biologie

### Chování
Jedná se převážně o stálé (nemigrují) ptáky, nicméně část populace podniká krátké sezónní migrační lety (obyčejně jen několik kilometrů) na jaře a v létě mezi hnízdišti a zimovišti.
Většinu času tráví sbíráním potravy na zemi nebo v korunách stromů. Tetřívci jsou extrémně důvěřiví a člověku dovolí přiblížit se i na pár metrů, což je patrně jeden z důvodů častého úspěšného lovu tetřívků. V zimě při vyšší sněhové pokrývce tvoří hejna do 30 ptáků a většinu času tráví sbíráním potravy ve středních částech korun stromů. Tetřívci příliš nelétají a v případě vyrušení se často uchylují k odběhu raději než k odletu.

### Rozmnožování

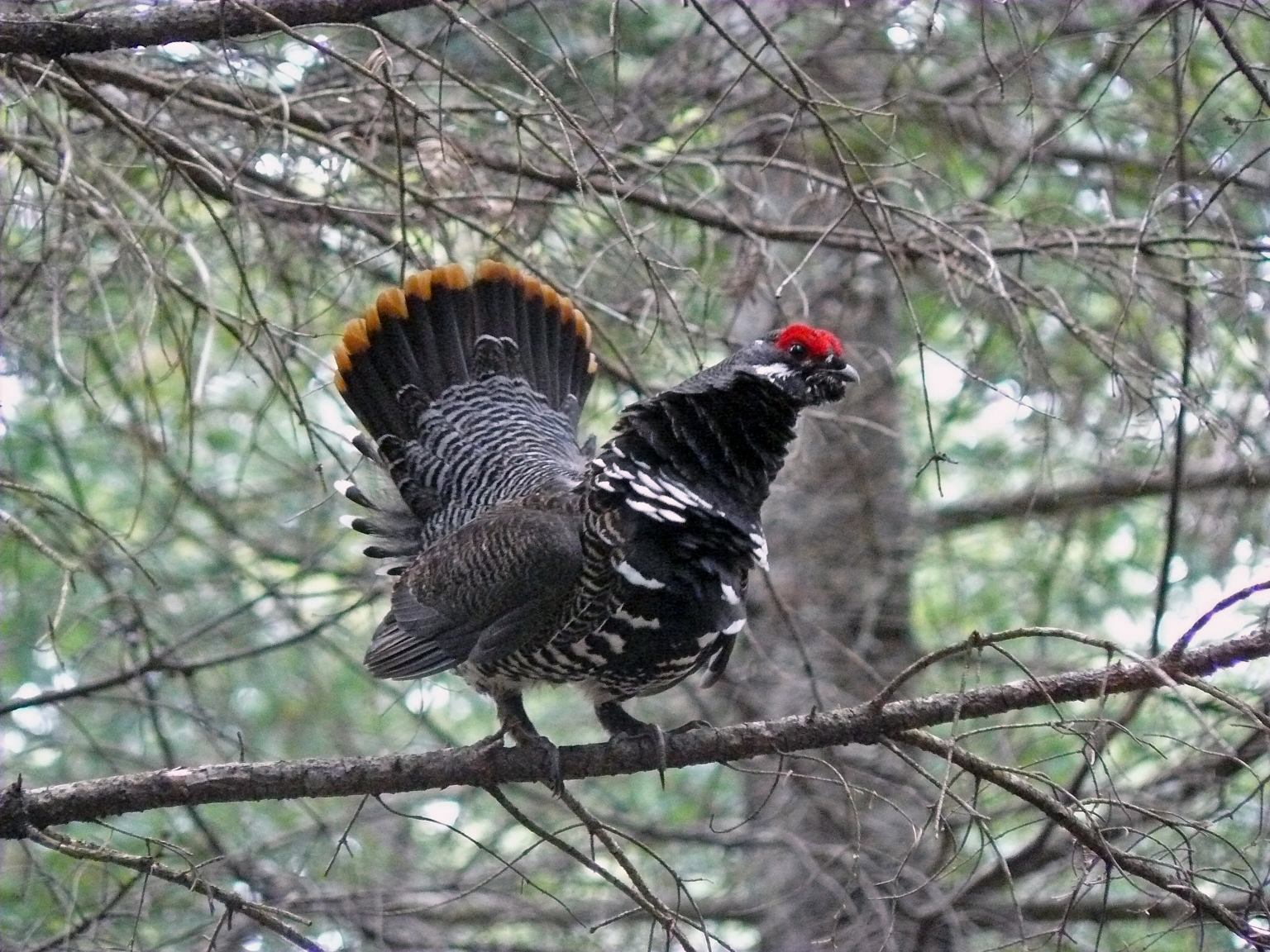
Kohout při naparování

K rozmnožování dochází v pozdním jaru. Kohouti koncem dubna a v průběhu května založí a udržují teritoria, která mohou mít velikost od 1 do 8 hektarů. Juvenilní jedinci se v této době pohybují v prostoru kolem nebo i přímo na teritoriích dospělých jedinců, avšak nezakládají teritoria. Po založení teritorií dospělci začnou se svým tokem. Tetřívci rozevírají svůj ocas, natahují krční prodloužená pera i ostatní části svého opeření. Tetřívci dokonce dokáží vertikálně vzpřímit i své nadoční rudé laloky (poušky).
K tetřívkovým specialitám patří bohatá plejáda mechanicky vytvářených zvuků, které produkují pomocí svých nohou, křídel a ocasů. Třepotáním ocasů vydávají svištivé a šustivé zvuk. Jelikož jsou ocasní pera stupňovitě odsazena, tetřívci dovedou vydávat chraplavé zvuky tím, jak do sebe pera naráží při stahování a roztahování ocasu. Šustivě vířivý zvuk je produkován rozevřením ocasu a je přirovnáván k rozevření a zavření papírového vějíře. K nejvýraznějším namlouvacím pózám patří krátký vertikální let, během něhož kohouti razantně třepotají křídly, což vydává poměrně hlasitý vířivý, třepotavý zvuk. Tetřívci někdy též vzpřímeně pochodují vpřed a při každém kroku roztáhnou a zase zatáhnou svůj ocas. V případě, že je poblíž slepice, se kohouti uklání, škubají hlavou ze strany na stranu, dupou nohama a rychle roztahují a zase zavírají svůj výrazný ocas.
K těmto namlouvacím rituálům typicky dochází na otevřeném plácku uvnitř teritoria, kde mají slepice na kohouty dobrý výhled. Po skončení období páření kohouti přestanou být teritoriální, avšak převážně zůstávají v oblasti ve svých domovských areálech, které mají většinou desítek, nejvíce kolem dvou stovek hektarů.

### Hnízdění

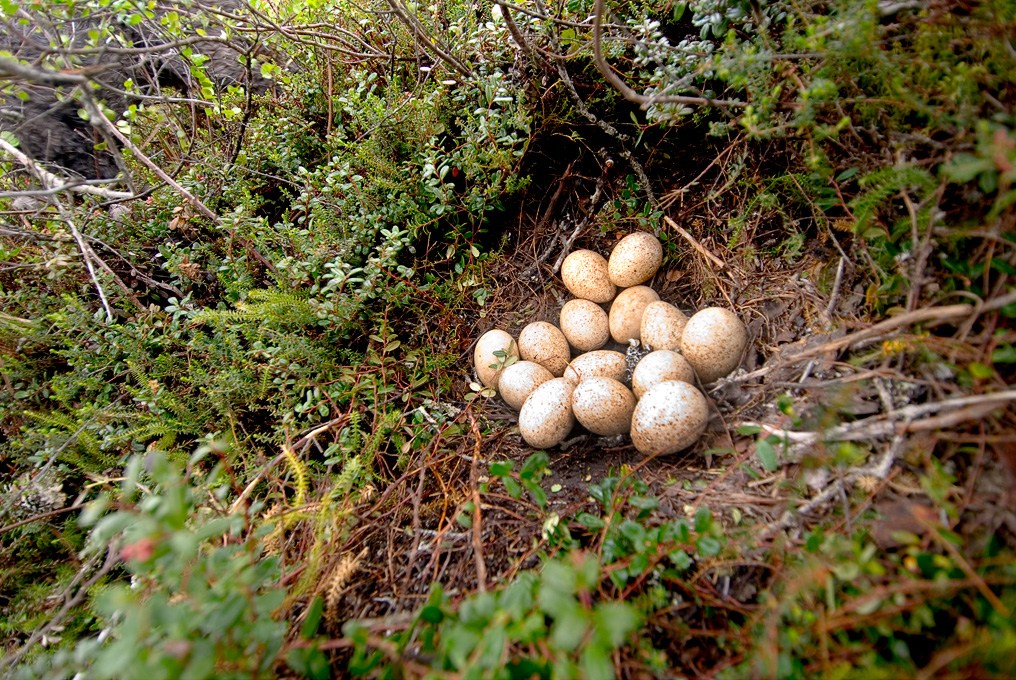
Snůška tetřívků kanadských

Zatímco slepice jsou patrně monogamní, tzv. páří se pouze s jedním kohoutem, kohouti jsou polygamní, čili páří se s více slepicemi. Jakmile si slepice vybere svého kohouta, dojde ke kopulaci. Zatímco kohout se bezostyšně věnuje dalším námluvám a o další vývoj událostí se nestará, slepice odchází zahnízdit. Hnízdo si staví v husté vegetaci či mechu nebo při spodní části statného stromu. Jednoduché hnízdo ze suchého jehličí a listů bývá vystláno peřím slepice, které si vyškube z hrudi.

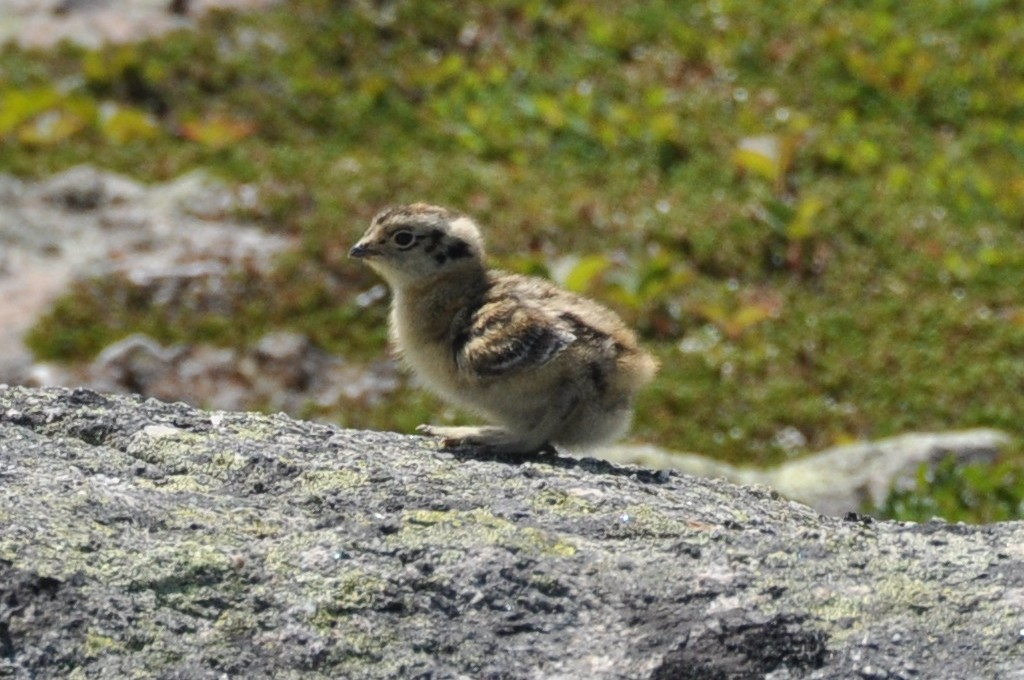
Kuře tetřívka

U tetřevic dochází pouze k jedné snůšce. Kladení vajec probíhá od května do července. Snůška mívá 4–10 vajec. Vejce bývají olivově zbarvená. Inkubační doba trvá 20–23 dní. Prekociální mláďata se rodí obalena prachovým peřím a brzy po vyklubání jsou schopna následovat slepici za potravou. Průměrná váha narozených kuřat je 15 g. Kuřata dokáží sama odejít z hnízda již 8 h po vyklubání. K prvním nemotorným letům dochází po 6–8 dnech. Matčina rodičovská péče je iniciována kontaktním voláním kuřat. Kuřata zůstávají v blízkosti matky po dobu 70–100 dní, načež dojde k osamostatnění mláďat. Většina samic se páří již v prvním roce života (čili následující hnízdí sezónu po vyklubání), avšak pouze kolem poloviny kohoutů se páří v prvním roce a ostatní kohouti nechávají dobu prvního páření až na druhý rok.

### Potrava
Živí se hlavně jehlicemi a pupeny jehličnanů (smrk, borovice, jedle, modřín). Kuřata závisí hlavně na měkčí potravě jako jsou bezobratlí, avšak kolem podzimu, kdy bezobratlých ubývá, přechází na jehličnatou stravu dospělých. V teplejších měsících tetřívci pojídají hlavně bobule, potravu doplňují dostupnými květy rostlin a houbami. Potravu sbírá na zemi nebo v korunách stromů, kam dokáže obratně vylétávat. Může se krmit po celý den, avšak k největší krmící aktivitě dochází na zemi brzy ráno a pozdě odpoledne.
V zimním období tetřívci pojídají v podstatě jen jehlice. Tato tuhá strava není příliš výživná, což tetřívci kompenzují pořádáním obrovského množství jehličí. Aby tetřívci byli schopni takto velké množství potravy pojmout, jejich žaludek se v zimě roztáhne až o 75 % a délka jejich střev se natáhne až o 40 %. Další fyziologickou adaptací tetřívků je jejich abnormální vole, které dokáže pojmout potravu o váze až 10 % tělesné váhy tetřívka, což tetřívkovi umožňuje natrávit potravu v úkrytu houští nebo za tmy.

### Vokalizace

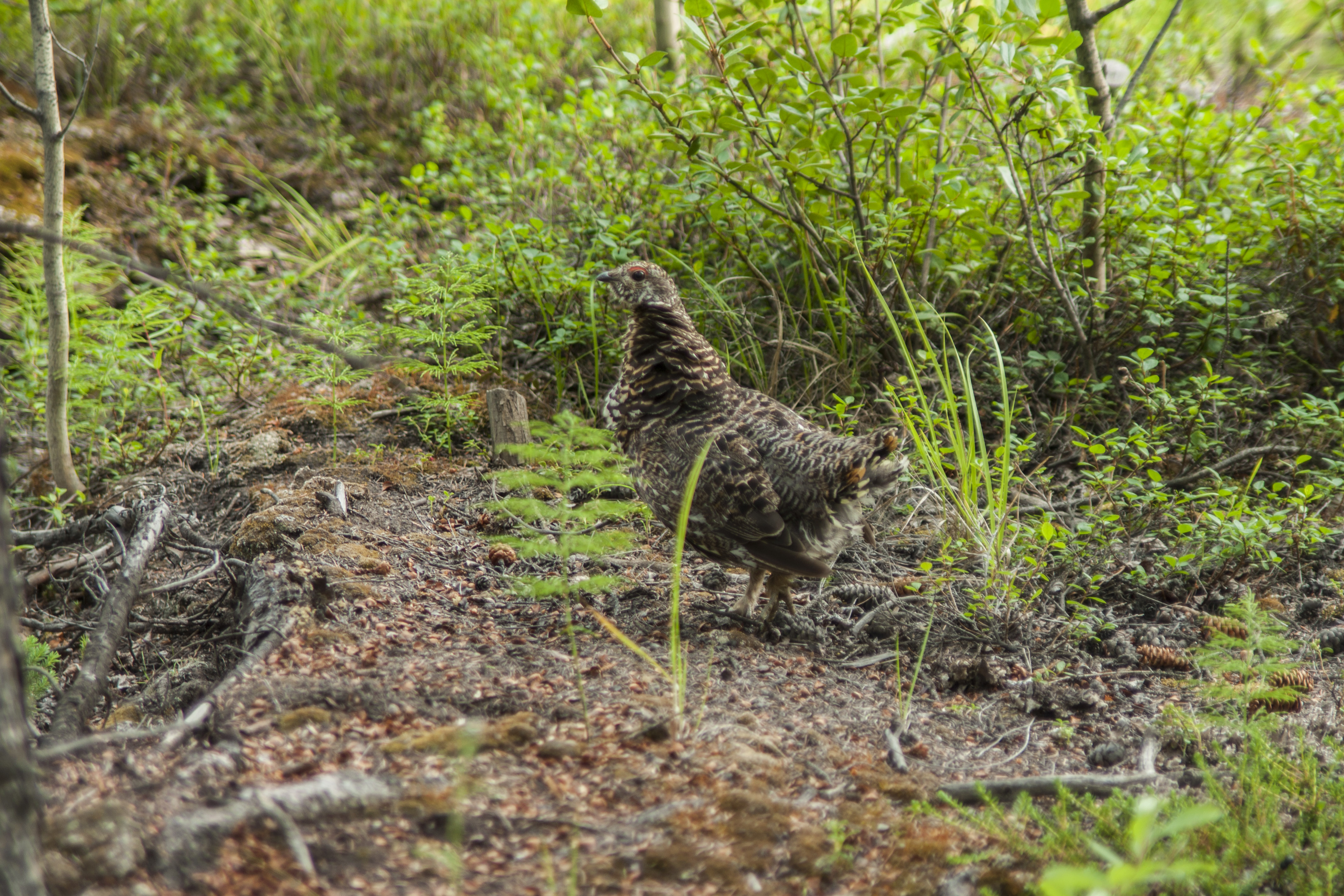
Kohout v typickém přirozeném prostředí v aljašském národním parku Denali

Jedná se o jednoho z nejtišších zástupců tetřevů. Projevuje se hlavně při obraně teritorií a při vyrušení, kdy vydává kdákavé, kňučivé a vrčivé zvuky. Kohouti některých populací během zásnubních tanců vehementně třepotají křídly, čímž vzniká poměrně hlasitý třepotavě šustící zvuk. V době hnízdění vydávají slepice hlasité nosní kdákání, kterým za soumraku a za úsvitu patrně vokálně vyjadřují nebo brání své teritorium. Toto volání je označováno jako Cantus.

### Predátoři, dožití
Vejce tetřívků jsou oblíbeným zdrojem potravy řady živočichů včetně i tak malých zvířat jako jsou veverky obecné. K hlavním predátorům nicméně patří draví ptáci (zvláště jestřáb lesní) následováni celým zástupem šelem jako jsou lišky nebo rysi.
Nejstarší známý jedinec se dožil 13 let, nicméně průměrný věk dožití ve volné přírodě je výrazně nižší.

## Rozšíření a stanoviště

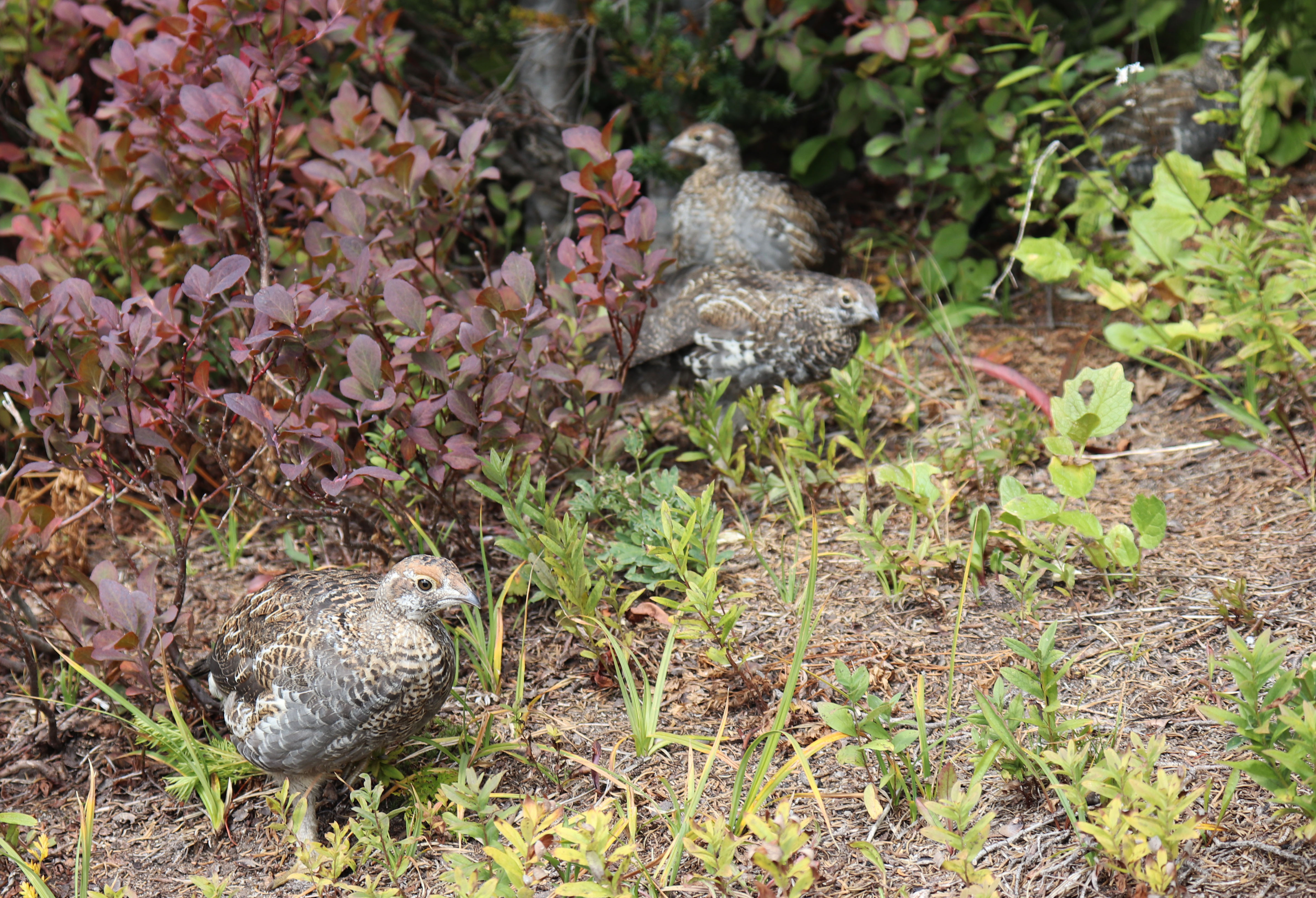
Malé hejno juvenilních jedinců v houští

Vyskytuje se ve většina oblastí Kanady s výjimkou arktických oblastí. Ve Spojených státech je hojně rozšířen po Aljašce a v páse pokrývající severní oblasti severských států USA jako Oregon, Minnesota. Idaho, Montana, Wyoming, Wisconsin, Michigan, New York, Vermont, New Hampshire nebo Maine.
Areál druhu je navázán na oblasti tajgy a její jehličnany, především borovice, jedle a smrky. K dominantním dřevinám biotopu tetřívků tak patří mj. jedle balzámová, smrk černý, smrk sivý nebo borovice Banksova. Preferuje především mladší lesy do 30 let s dostatkem houští a pupenů. Může se vyskytovat v nadmořských výškách do 3600 m n. m. Vyšší polohy s roztroušenými jehličnany obývá hlavně v době hnízdění.

## Ohrožení a ochrana
I když je druh v některých státech USA chráněn, v jiných je legálně loven. Legální lov dovoluje i Kanada. Celkové počty ulovených kusů je složité odhadnout, v 70. letech 20. století se jednalo o cca 444 tisíc tetřívků ročně (188 tisíc v USA, 360 tisíc v Kanadě), což vzhledem k tehdy odhadované celkové populaci druhu 1,2 milionů by znamenalo každoroční odlovení kolem třetiny celkové populace. Populace tetřívků kanadských zaznamenala v první polovině 20. století výrazné poklesy, které byly napojeny na úbytek biotopu a možná i nadměrný lov.
V posledních desetiletích je populace tetřívků kanadských stabilní a Mezinárodní svaz ochrany přírody ji tak hodnotí jako málo dotčenou.